# دشکی
دُشْکی یا فَرموک چوبی است که گلوله پشم نریسته را روی آن نگاه می‌دارند تا سپس بتوانند آن پشم را برای ریسیدن به دور دوک بپیچند. استفاده از دشکی برای آسان‌تر کردن روند نخ‌ریسی با دوک است. در اصطلاح، به گلوله پشم پیچیده بر چوب دشکی یا دوک نیز دشکی گفته شده‌است. برای دشکی به‌جز فرموک واژه‌هایی چون پـِل، پلکه، و فرنَک نیز به‌کار رفته‌است.
نخ گلوله شده به دور دشکی (که به این گلوله نخ هم دشکی گفته می‌شود) را با دستگاهی به نام پله‌کن به صورت کلاف درمی‌آورند.
در یک مهر استوانه‌ای که از چغامیش خوزستان به دست آمده و به حدود۳۳۰۰ پیش از میلاد تعلق دارد زنی را نشان می‌دهد که نخ‌ریسی می‌کند و زن دیگری در سمت دیگر وی کره می‌گیرد. این زن روی چهارپایه یا سکوی کوتاهی نشسته و پاهای خود را جمع کرده‌است. وی دوک دستی بلندی در دست دارد و با دست دیگر نخ را کنترل می‌کند. بنظر می‌رسد که شیء دیگری نیز وجود دارد که اگر بتوان حدس زد شاید دشکی باشد. اما مهر در همین جا آسیب دیده است.
در ادبیات غربی به‌ویژه در سده‌های میانه دشکی به عنوان نمادی برای زنان خانه‌دار به‌کار رفته‌است. در سنت کاتولیکی به روز پس از خاج‌شویان، روز دشکی مقدس  St. Distaff's Dayمی‌گویند و در قدیم در این روز زنان در دسته‌های کوچک و بزرگ به نخ‌ریسی با دوک و دشکی مشغول می‌شدند.